# Vangueria infausta
Vangueria infausta là một loài thực vật có hoa trong họ Thiến thảo. Loài này được Burch. miêu tả khoa học đầu tiên năm 1824.

## Hình ảnh

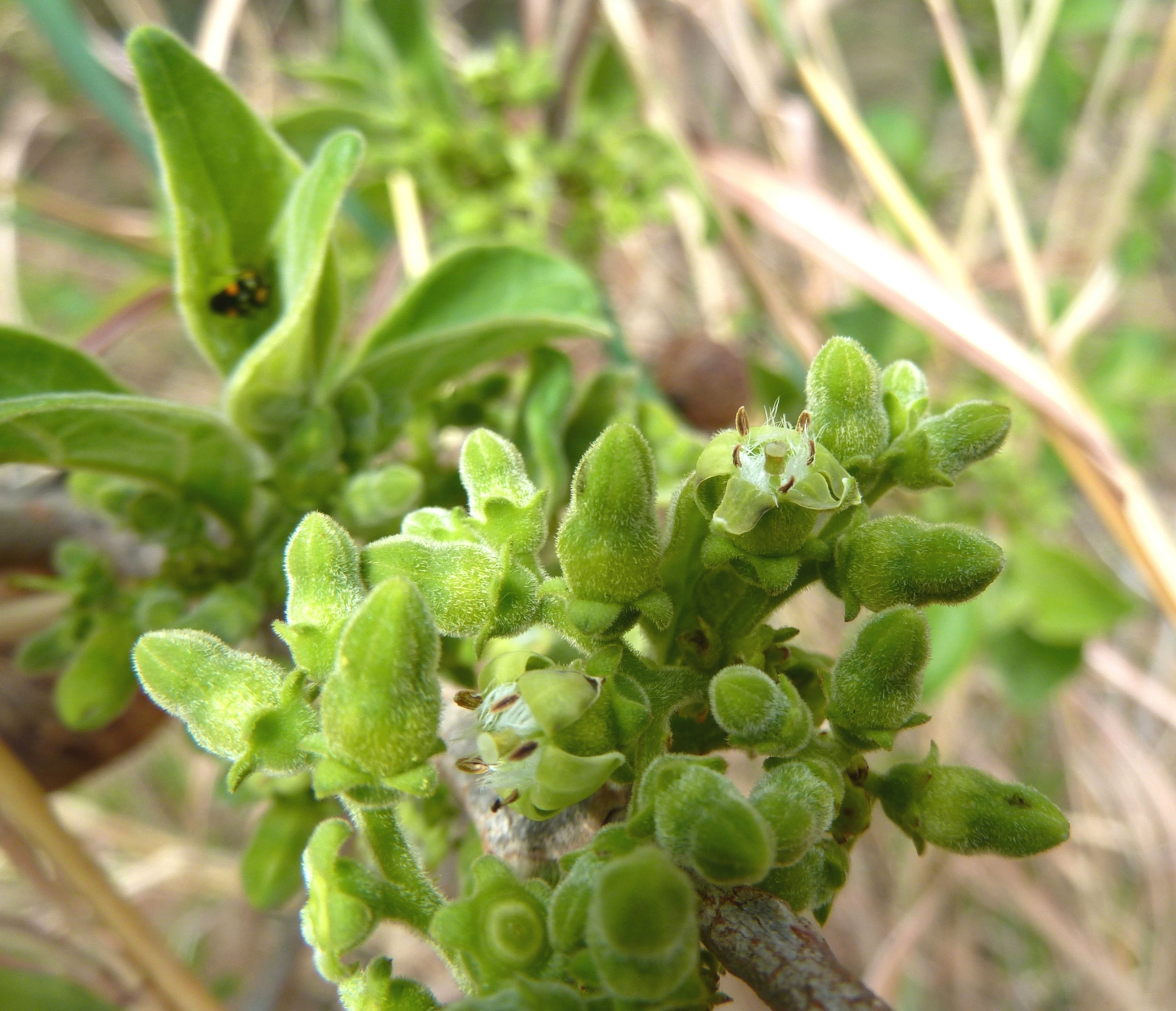
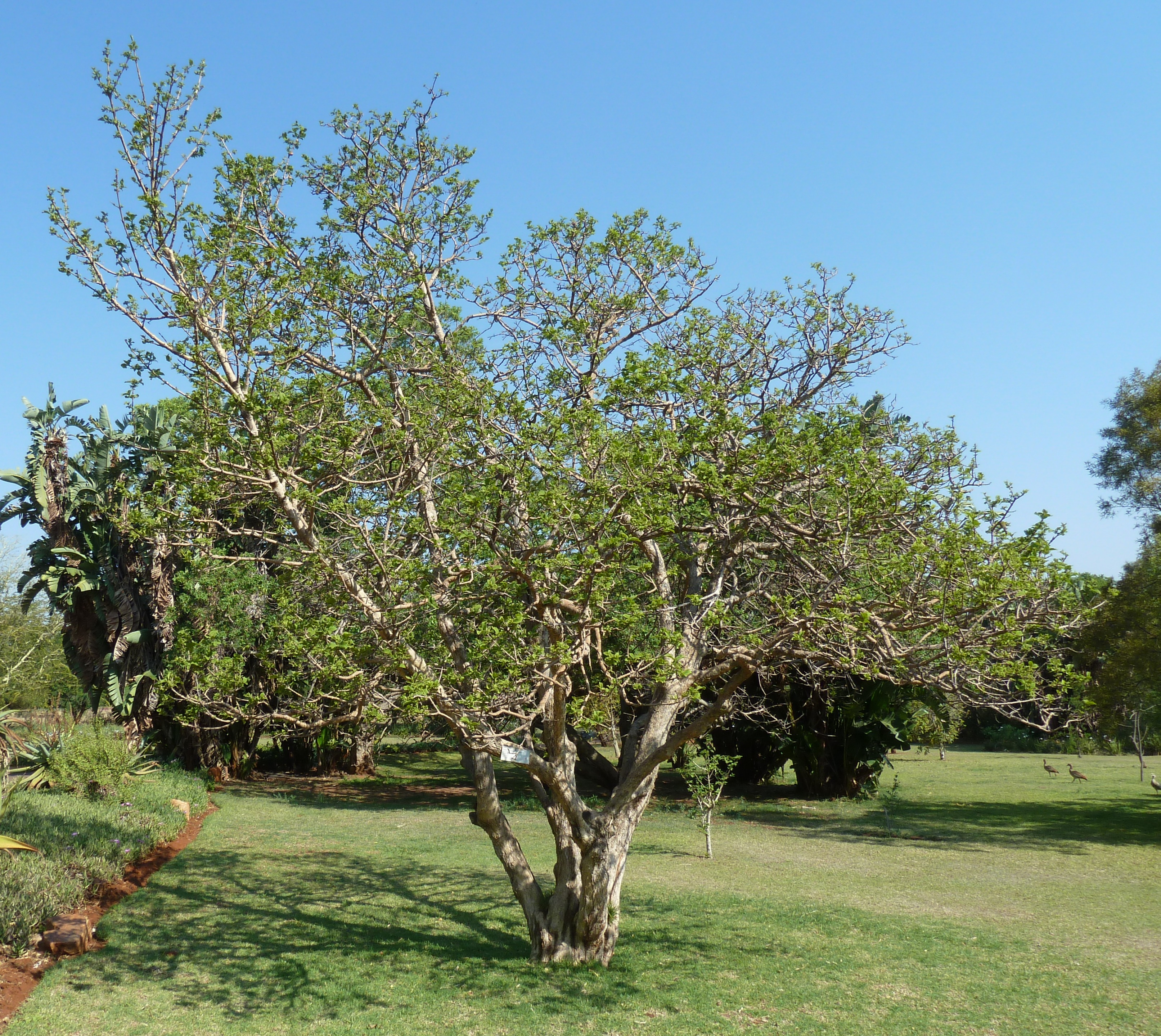
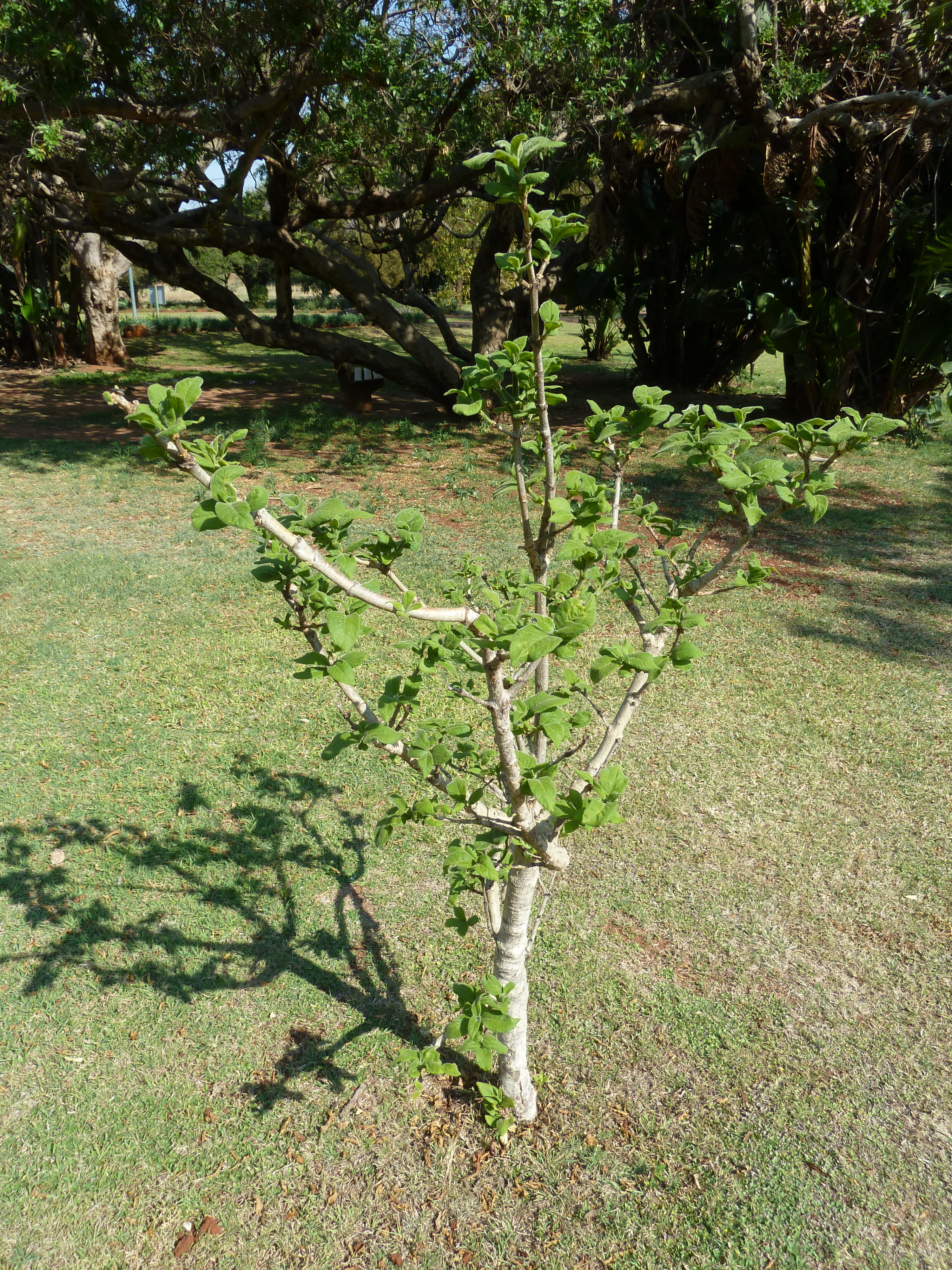
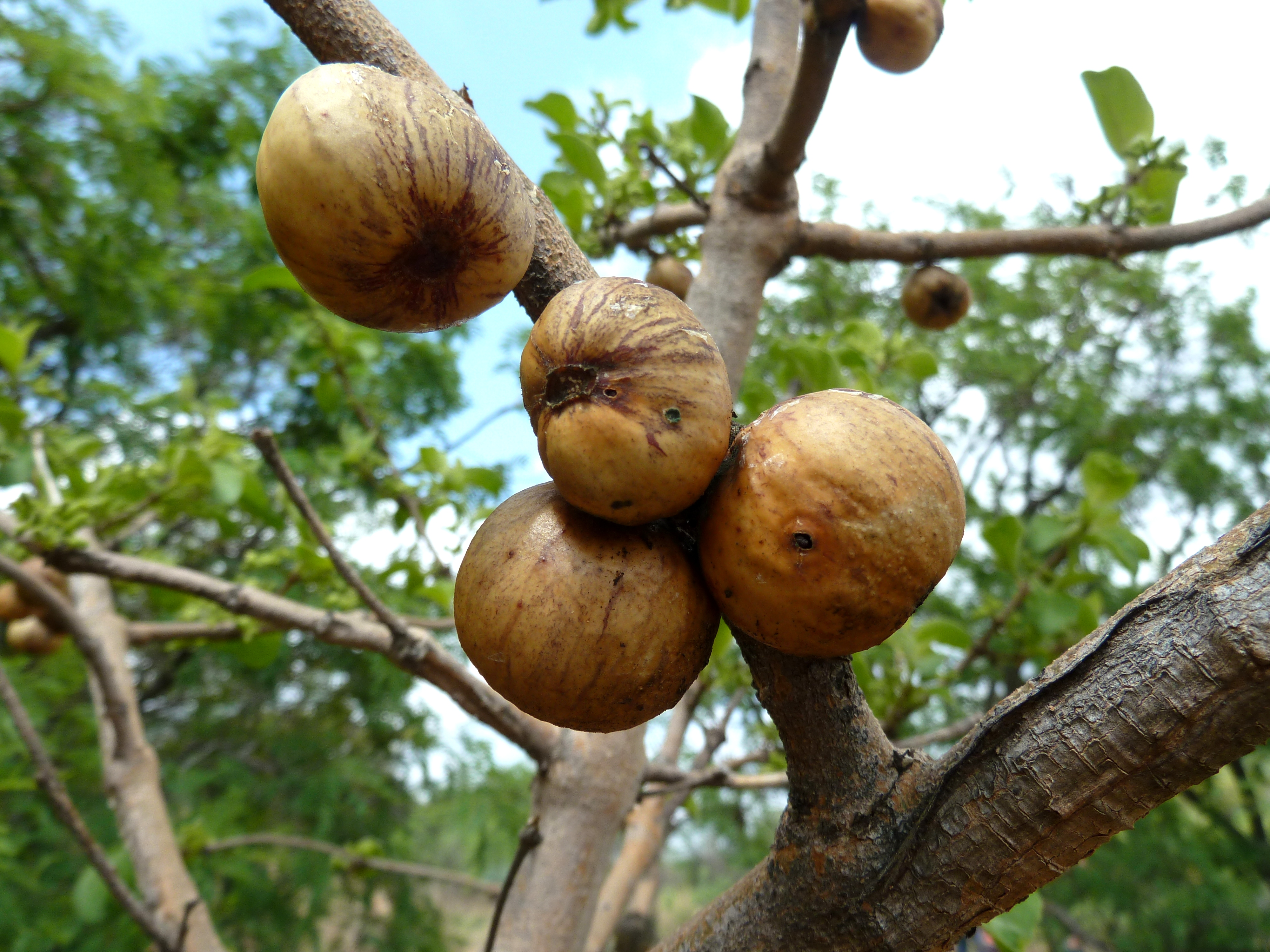